# Осауленко Тарас Володимирович
Тарас Володимирович Осауленко (нар. 13 лютого 1964, Київська область — 9 березня 2022, Київська область, Україна ) — український політик. Член ВО «Свобода» (керівник Служби міжнародних зв'язків з 2008 року). Член правління Громадської організації "Творче патріотичне об'єднання "Музичний батальйон". 
З 25 березня 2014 — 27 листопада 2014 — народний депутат України 7-го скликання.
З січня 2015 — засновник ГО «Міжнародна Ініціатива з Підтримки України»

## Освіта
Закінчив Київський державний інститут іноземних мов за спеціальністю французька та англійська мови.
Володів англійською, французькою та польською мовами.

## Трудова діяльність
Протягом 5 років працював в структурах МЗС України, остання посада — перший секретар Управління ООН та міжнародних організацій.